# Cnethodonta cyanea
Cnethodonta cyanea är en fjärilsart som beskrevs av John Henry Leech 1888. Cnethodonta cyanea ingår i släktet Cnethodonta och familjen tandspinnare. Inga underarter finns listade i Catalogue of Life.